# ريكمان غادلي
السير ريكمان جون غادلي، البارون الأول والحائز على الوسام الملكي الفيكتوري (15 فبراير 1849-18 أبريل 1925)، جراح إنجليزي. أصبح من أوائل الأطباء الذين أزالوا ورمًا جراحيًا في المخ عام 1884، وأسس جراحة الدماغ الحديثة.

## النشأة
وُلد غادلي في أبتون، إسكس، لعائلة من جمعية الأصدقاء الدينية، وهو الابن الثاني لريكمان غادلي (1804-1871)، الذي عمل محاميًا في ميدل تيمبل، وماري غادلي (ليستر قبل الزواج)، وهي ابنة جوزيف جاكسون ليستر، أي أنه كان ابن أخت جوزيف ليستر، الذي كتب سيرته الذاتية لاحقًا.
تلقى تعليمه في مدرسة في توتنهام وحصل على درجة البكالوريوس من كلية لندن الجامعية قبل أن يبدأ تعليمه الطبي.
كان رسامًا خبيرًا، ووُظف أثناء وجوده في كلية لندن الجامعية ليصنع اللوحات الأصلية لريتشارد كوين في علم التشريح، والتي قدمها إلى كلية الجراحين الملكية في إنجلترا عام 1920.

## مهنته الطبية
انتسب إلى كلية الجراحين الملكية في عام 1872، وانتُخب للزمالة بعد أربع سنوات، فاز آنذاك بالميدالية الذهبية في كل من امتحانات البكالوريوس والماجستير في الجراحة في جامعة لندن.
بعد فترات من عمله جراحًا مقيمًا ثم طبيبًا داخليًا مقيمًا في مستشفى كلية لندن الجامعية، انتقل إلى إدنبرة لممارسة التقنيات الجراحية الجديدة التي طورها خاله جوزيف ليستر. عند عودته إلى لندن، عُيّن جراحًا مساعدًا في مستشفى تشيرينغ كروس وعمل في منصب مماثل في مستشفى نورث إيسترن للأطفال. بعد فترة من عمله جراحًا مساعدًا في مستشفى الكلية الجامعية، أصبح جراحًا في مستشفى برومبتون في لندن، وأحرز تقدمًا في جراحة الصدر.
في مستشفى الصرع في ريجنت بارك، أصبح أول من أجرى إزالة جراحية أولية (مكشوفة) لورم في الدماغ في 25 نوفمبر 1884، وذلك بعد أن شخص الطبيب ألكسندر هيوز بينيت (1848-1901) موقع الورم مستندًا إلى الأعراض والعلامات العصبية وحدها.
في عام 1885، عُين جراحًا في مستشفى الكلية الجامعية، ثم أستاذًا فخريًا للجراحة السريرية عام 1892. شغل منصب رئيس كلية الجراحين الملكية بين عامي 1911 و1913، ومنصب رئيس الجمعية الملكية للطب بين عامي 1916 و1918.
عُين جراحًا في منزل الملكة فيكتوريا وطبيبًا جراحًا لإدوارد السابع وجورج الخامس، وأقام بارونيت وايتشرش في مقاطعة أكسفورد في 6 يوليو 1912، وعُين قائدًا فارسًا بوسام ملكي فيكتوري في تكريمات العام الجديد عام 1914.

## حياته العائلية
تزوج جولييت ماري سيبوهم، ابنة فريدريك سيبوهم، عام 1891. انتقلوا من لندن إلى كومب إند في وايتشرش أون تيمز، بيركشاير بعد تقاعدة عام 1920، وتوفي عن عمر ناهز 76 عامًا في 18 أبريل 1925.